# 小林敦司
小林 敦司（こばやし あつし、1972年12月8日 - ）は、東京都北区出身の元プロ野球選手（投手）野球指導者、パティシエ。2001年の登録名は小林 渥司（読み同じ）。

## 来歴・人物
中学時代は板橋シニアに所属。2年生エースに隠れてライトで8番であった。
拓大紅陵高時代は控え投手であったが、1990年のプロ野球ドラフト会議で広島東洋カープから5位指名を受けて入団。
入団当初は本人によればストレートは速いとは言えず、コントロールも悪かったと言う。
1992年、右肘を痛める。
1993年シーズンにサイドスローへ転向。本人によると戦力外通告をこの時点で意識しており、巨人で活躍していた斎藤雅樹を真似てサイドスローで投げることにしたという。居残り練習でもコーチ陣から評価され、ここから本格的にサイドスローでプレーすることとなる。サイドスロー転向後はスライダーの切れが増し、制球が安定する。
1995年シーズンに一軍へ昇格。7月には阪神戦でプロ初登板をはたす。この試合では本塁打を打たれたが、7月29日の中日ドラゴンズ戦（広島市民球場）でようやくプロ初勝利をマークし（結果的にこれが現役唯一の勝利となった）、主に中継ぎ投手として起用された。武器はスライダー、シンカー。
1996年シーズンには右膝を痛め靭帯の再建手術を受けた。
1999年シーズンには自己最多の30試合に登板して防御率2点台前半の好成績を残し、同姓の小林幹英との継投パターンは「あつかんリレー」と呼ばれた。これ以降は伸び悩み登板試合が減り、成績も下降線を辿った。
2000年11月に広島から戦力外通告を受けた。
2001年は千葉ロッテマリーンズにテスト入団したものの6試合の登板にとどまり、わずか1年で再び戦力外通告を受け、同年11月に28歳で現役を引退を決断。当初は現役を続ける道も模索したが、合同トライアウト直前の自主練習で肩を痛めてノースロー調整を余儀なくされ、ぶっつけ本番で当日に挑もうとするもウォーミングアップのキャッチボールですらまともに行えず、そこで「野球はもう終わり」と踏ん切りがついたという。
引退後は広島からスコアラーの打診をされるも、迷わず家業を継ぐことにした。その後は様々な料理（イタリアン・和食・ケーキ）の修行に励み、パティシエとして働く。2011年4月、東京・代官山に「2-3Cafe Dining」を開業。元野球選手の店であることは売りにせず、自ら客に元選手だったことを話したことはないが、口コミでカープファンが集うようになったという。また、「2-3Cafe Dining」開店から約2年後、テレビの企画で現役時代に死球で乱闘騒ぎになった清原和博が来店した。その番組の影響で来店数が増えたことも語っている。
2025年5月8日、北海道フロンティアリーグ (HFL)の別海パイロットスピリッツで投手コーチに就任することが発表された。

## 詳細情報

### 年度別投手成績
| 年 度     | 球 団     | 登 板 | 先 発 | 完 投 | 完 封 | 無 四 球 | 勝 利 | 敗 戦 | セ 丨 ブ | ホ 丨 ル ド | 勝 率 | 打 者 | 投 球 回 | 被 安 打 | 被 本 塁 打 | 与 四 球 | 敬 遠 | 与 死 球 | 奪 三 振 | 暴 投 | ボ 丨 ク | 失 点 | 自 責 点 | 防 御 率 | W H I P |
| --------- | --------- | ----- | ----- | ----- | ----- | -------- | ----- | ----- | -------- | ----------- | ----- | ----- | -------- | -------- | ----------- | -------- | ----- | -------- | -------- | ----- | -------- | ----- | -------- | -------- | ------- |
| 1995      | 広島      | 16    | 2     | 0     | 0     | 0        | 1     | 0     | 0        | --          | 1.000 | 111   | 25.1     | 20       | 4           | 16       | 2     | 2        | 17       | 0     | 1        | 13    | 11       | 3.91     | 1.42    |
| 1996      | 広島      | 3     | 0     | 0     | 0     | 0        | 0     | 1     | 0        | --          | .000  | 10    | 2.1      | 3        | 1           | 0        | 0     | 0        | 1        | 0     | 0        | 2     | 2        | 7.71     | 1.29    |
| 1999      | 広島      | 30    | 0     | 0     | 0     | 0        | 0     | 0     | 0        | --          | ----  | 122   | 28.2     | 25       | 2           | 16       | 1     | 2        | 14       | 0     | 0        | 15    | 7        | 2.20     | 1.43    |
| 2000      | 広島      | 4     | 0     | 0     | 0     | 0        | 0     | 0     | 0        | --          | ----  | 42    | 9.0      | 11       | 3           | 6        | 0     | 1        | 10       | 0     | 0        | 10    | 10       | 10.00    | 1.89    |
| 2001      | ロッテ    | 6     | 0     | 0     | 0     | 0        | 0     | 0     | 0        | --          | ----  | 38    | 6.1      | 7        | 0           | 11       | 0     | 1        | 6        | 0     | 0        | 6     | 5        | 7.11     | 2.84    |
| 通算：5年 | 通算：5年 | 59    | 2     | 0     | 0     | 0        | 1     | 1     | 0        | --          | .500  | 323   | 71.2     | 66       | 10          | 49       | 3     | 6        | 48       | 0     | 1        | 46    | 35       | 4.40     | 1.60    |

### 記録
- 初登板：1995年7月13日、対阪神タイガース16回戦（広島市民球場）、9回表より4番手で1回完了2失点
- 初勝利：1995年7月29日、対中日ドラゴンズ17回戦（広島市民球場）、11回表に6番手で救援登板・完了、2回無失点
- 初先発：1995年8月13日、対横浜ベイスターズ16回戦（広島市民球場）、2回1/3を2失点

### 背番号
- 62 （1991年 - 2000年）
- 48 （2001年）

### 登録名
- 小林 敦司 （こばやし あつし、1991年 - 2000年）
- 小林 渥司 （こばやし あつし、2001年）

## 関連情報

### 出演
- 「突撃!フルレーザー 〜ニッポンの問題考えてみた〜」（2020年3月13日、フジテレビ） - 経営する店舗「2-3Cafe Dining」の特集が組まれた
- 「杉谷拳士が取材中」（2023年6月22日、テレビ朝日）

### 関連書籍
- 『道を拓く：元プロ野球選手の転職』（長谷川晶一著、扶桑社、2024年10月、ISBN 9784594099077）